# Kofiplé
 (août 2019).
Kofiplé est une ville de Côte d'Ivoire, située dans le département de Ferkessedougou.